# Chevrolet Malibu
La Chevrolet Malibu è un'autovettura mid-size prodotta dalla casa automobilistica statunitense Chevrolet dapprima dal 1964 al 1983 e poi dal 1997.

## Il contesto
Il nome del modello deriva dall'omonima località californiana. In origine la Malibu era un livello d'allestimento della Chevrolet Chevelle. Nel model year 1978 diventò un modello a parte. Fino al 1983 la Malibu fu a trazione posteriore, ma nel 1997 la General Motors reintrodusse il modello, questa volta a trazione anteriore.
Tradizionalmente, la Malibu venne venduta principalmente in Nord America, ma l'ottava serie è commercializzata in molti altri mercati.
Il segmento a cui appartiene la vettura e quello delle vetture mid-size, che fino al 1983 era omologo alla classe del segmento E in Europa, ma con il ritorno nel 1997 si omologa al segmento D europeo, che fino a quel momento, negli Stati Uniti, era identificato come la classe delle vetture compact.

## La prima serie: 1964–1967
Le prime tre serie della Malibu sono state l'allestimento di punta della Chevrolet Chevelle, e quindi non vennero commercializzate come un modello a sé stante. La prima serie di Malibu era disponibile con diversi tipi di carrozzeria, cioè berlina quattro porte, familiare quattro porte, coupé due porte e cabriolet due porte. Gli interni erano ricchi, e comprendevano la tappezzeria in tessuto e vinile (tutta in vinile nelle cabriolet e familiari), dei rivestimenti interni del pavimento in moquette, un volante speciale ed altri particolari. Era anche in vendita la versione sportiva, la Malibu SS, che era disponibile solo in versione coupé e cabriolet ed aveva in dotazione dei sedili singoli, una consolle centrale, della strumentazione aggiuntiva per il motore e dei copricerchioni speciali. I motori, a sei cilindri o V8, erano gli stessi di quelli offerti sulle altre Chevelle.
Nel 1965 le Malibu e le Chevelle ebbero in dotazione delle nuove calandre, dei nuovi fanali posteriori e dei rinnovati terminali di scarico. Fu sempre offerta la versione SS, che questa volta possedeva una calandra nera.
La Malibu SS è stata rimpiazzata nel 1966 dalla nuova Chevelle SS-396, che aveva in dotazione un motore V8 big-block da 6,5 L di cilindrata, delle sospensioni sportive ed altri componenti ad alte prestazioni. La restante parte dell'equipaggiamento, come i sedili rivestiti in vinile, era simile a quello installato sulla Malibu coupé e cabriolet. Nuova per il 1966 fu anche una versione hard-top. Nello stesso anno vennero applicate delle modifiche all'estetica che fecero assomigliare la Chevelle alle più tondeggianti Chevrolet full-size. Queste modifiche coinvolsero anche la parte posteriore delle coupé hard-top, che ora era caratterizzata dalla presenza di un finestrino fisso posteriore e di un lunotto incassato e non a filo della carrozzeria.
Nel 1967 fu confermata l'offerta delle diverse versioni. La Chevelle fu comunque rivista, e venne installata una nuova calandra e delle nuove luci posteriori avvolgenti. Nuova per quest'anno fu la Chevelle Malibu Concours, che era una familiare con inserti in finto legno. Tra gli optional erano disponibili i freni a disco anteriori ed un lettore di nastri Stereo8. I gruppi motopropulsori furono i medesimi dell'anno precedente, anche se il motore V8 da 5,4 L di cilindrata fu depotenziato da 350 CV a 325 CV.
Il modello aveva il motore montato anteriormente e la trazione posteriore. Era costruita sul pianale A della General Motors.

## La seconda serie: 1968–1972
La Malibu, e tutte le altre Chevelle, furono completamente riviste nel 1968. Il passo si divideva ora in due varianti, una da 2.845 mm, che era associato ai modelli a due porte, e 2.946 mm, che contraddistingueva le berline e le familiari a quattro porte. Tra i motori offerti era presente il nuovo V8 da 5 L da 200 CV, che sostituì il V8 da 4,6 L. Quest'ultimo era il V8 base dal 1964. All'interno era presente un nuovo pannello strumenti che possedeva dei dispositivi rotondi collocati in alloggiamenti squadrati, che sarebbero stati montati l'anno successivo anche sulle Camaro. Nuovo per il 1968 fu anche l'opzionale allestimento lussuoso Concours per le Malibu berline e coupé, che includeva dei sedili a divanetto rivestiti in vinile o tessuto, la parte inferiore dei pannelli porta rivestita in tessuto ed inserti in finto legno sul cruscotto e sui pannelli porta. Era ancora presente la Concours familiare.
Nel 1969 il modello fu aggiornato. Vennero installati una nuova calandra e delle nuove luci posteriori. Il pannello strumenti venne rivisto ed i poggiatesta furono ora offerti tra l'equipaggiamento standard per soddisfare le nuove normative federali sulla sicurezza. La chiave del sistema di avviamento non andava più inserita nel pannello strumenti, ma sul piantone dello sterzo. Il motore base era il V8 da 5 L, ma il propulsore da 5,4 L fu sostituito dal nuovo motore V8 da 5,7 L e 255/300 CV. Il cambio automatico Turbo Hydra-Matic a tre rapporti, in precedenza offerto solamente sulle Chevelle 396-SS, ora era disponibile su tutti i modelli e con tutti i motori.
Nel 1970, la Malibu fu inizialmente la sola versione di Chevelle offerta, a parte la SS-396 e la nuova SS-454, poiché le versioni di base 300 e 300 De Luxe furono tolte dal commercio. Nell'occasione fu tolta dal mercato la versione coupé con montanti. Vennero previsti anche una nuova calandra e una nuova parte posteriore con i fanali collocati all'interno del paraurti. Nuovo fu anche il tettuccio delle coupé. Al motore a sei cilindri venne aumentata la cilindrata da 3,8 L a 4,1 L (con la potenza erogata che toccava ora i 155 CV), mentre i motori V8 rimasero immutati, anche se venne aggiunta alla gamma disponibile un propulsore da 5,7 L e 330 CV.
Nel 1971 le Malibu e le Chevelle ottennero una nuova calandra ai lati della quale erano installati dei fanali singoli, che sostituirono le luci doppie dell'anno precedente. I fanali posteriori, che erano quattro e rotondi, erano invece collocati sul paraurti. Tutti i motori vennero depotenziati per permettere l'utilizzo della benzina senza piombo, che venne prevista a seguito di una disposizione aziendale della General Motors, il cui obbiettivo era di iniziare il processo di avvicinamento all'introduzione della marmitta catalitica, che era prevista per il 1975.
Nel 1972 l'unica novità per le Chevelle e per le Malibu fu l'introduzione di una nuova calandra. Tutti i tipi di carrozzeria dell'anno precedente vennero confermate, anche se il 1972 fu l'ultimo anno delle hard-top e cabriolet, poiché le Chevelle ridisegnate, originariamente previste per quest'anno, ma rinviate al 1973, sarebbero state caratterizzate da uno stile Colonnade (cioè uno stile in voga negli anni settanta su diversi modelli del gruppo General Motors) con montanti laterali e finestrini porta senza cornice.
Il modello aveva il motore montato anteriormente e la trazione posteriore. Era costruito sul pianale A della General Motors.

## La terza serie: 1973–1977
La Malibu fu rivista nel 1973. La gamma Chevelle comprendeva ora la Chevelle Deluxe', la Malibu e la Laguna.
Nel 1974 la Deluxe fu tolta dall'offerta, e la Malibu diventò la versione base della Chevelle. La Laguna venne sostituita dalla Malibu Classic, che possedeva degli inusuali fanali anteriori a quattro luci e che arrivò nei concessionari in occasione del model year 1977, offrendo come motorizzazione di base il sei cilindri in linea da 4,1 L. La Laguna S-3 venne lanciata sul mercato come sostituta della SS.

## La quarta serie: 1978–1983
Per il model year 1978, il nome "Malibu", che era precedentemente collegato alla versione più venduta della gamma offerta, venne associato ad un modello a sé stante, che sostituì la Chevelle. Questa fu la seconda occasione nella quale la Chevrolet ridimensionò un proprio modello, dopo la Caprice nel 1977. Il nuovo pianale era più piccolo e leggero rispetto ai precedenti, anche se fu mantenuto lo spazio interno per le gambe e la testa, e lo spazio nel bagagliaio. Erano offerti solo due livelli di allestimento, "Malibu" e "Malibu Classic".
Erano assemblati tre tipi di carrozzeria, berlina quattro porte, familiare quattro porte e coupé due porte. La berlina inizialmente aveva una classica linea del tettuccio tipo notchback a sei finestrini, e ciò si differenziava dai più inusuali tettucci fastback adottati dalle Oldsmobile e Buick. Per ridurre i costi, i finestrini delle portiere posteriori erano fissi, mentre le familiari avevano piccole prese d'aria orientabili. Ciò portò molti clienti a ordinare l'aria condizionata. Nel 1981, le berline adottarono una fiancata a quattro finestrini ed un più formale profilo con montanti. La coupé fu prodotta fino al 1981. Nel 1982 la Malibu fu oggetto di un restyling, che portò ad avere una parte anteriore più squadrata e dei fanali anteriori rettangolari, sotto i quali erano posizionati gli indicatori di direzione. La linea ora assomigliava a quella della Caprice. Dal 1983 alle Malibu venne applicato un logo riportante il nome del modello sui parafanghi anteriori, che sostituì la scritta in corsivo che era applicata ai parafanghi posteriori negli anni precedenti.
Le Malibu quattro porte vennero anche usate dalla compagnie come auto aziendali. Dopo che la Chevrolet Nova fu tolta di produzione nel 1979, l'allestimento mid-size per auto di polizia, chiamato 9C1, fu trasferito alla Malibu. Questo allestimento era anche presente sulle Impala. Una Malibu 9C1 con motore della Camaro, guidata da Everett Pierce Marshall, giunse 13° (su 47 partecipanti) al Cannonball Baker Sea-To-Shining-Sea Memorial Trophy Dash del 1979.
Nel 1980 non fu disponibile la versione SS della Malibu. L'unica versione SS offerta era quella della El Camino. Una versione molto rara preparata solo da alcuni concessionari della Carolina del Nord e della Carolina del Sud, la Malibu M80, fu in vendita in questi Stati con l'obbiettivo di far rivivere l'era delle muscle car. Tutte le M80 erano bianche con sedili e consolle di colore blu. Erano dotate di sospensioni Sport F41 e di un motore V8 da 140 CV. Possedeva inoltre delle decorazioni e degli spoiler.
La General Motors produsse questa generazione di Malibu a Oshawa, in Canada, a Valencia, in Venezuela, ed a Ramos Arizpe, in Messico. In quest'ultimo paese fu venduta solo dal 1979 al 1981. In Messico erano disponibili tre allestimenti (Chevelle, Malibu and Malibu Classic) e due tipi di carrozzeria, berlina e coupé e due motori, il sei cilindri in linea da 4,1 L di cilindrata ed l'opzionale V8 da 5,7 L e 260 CV di potenza. Quest'ultimo propulsore fu installato di serie sulla versione Malibu Classic perché In Messico le leggi sulle emissioni erano meno restrittive.
I cambi disponibili furono tre, due manuali (a tre o quattro rapporti) ed uno automatico a tre velocità.
Il modello aveva il motore montato anteriormente e la trazione posteriore. Venne costruita sul pianale A dal 1978 al 1981 e sulla piattaforma G dal 1982 al 1983. Entrambi i pianali erano della General Motors.
Nel 1981 la General Motors ricevette un ordine speciale di 25.500 esemplari di Malibu berlina quattro porte per il regime di Saddam Hussein Vennero però consegnate solo 13.000 vetture a causa della parziale cancellazione dell'ordine. La maggior parte dei modelli diventarono dei taxi.
Il corpo vettura della Malibu fu molto usato nelle gare NASCAR dal 1973 al 1983.
Nel 1983 la Malibu fu temporaneamente tolta di produzione.

### Motorizzazioni
| Motore                    | Potenza        | Anni      |
| ------------------------- | -------------- | --------- |
| V6 da 3,3 L di cilindrata | 95 CV          | 1978-1979 |
| V6 da 3,75 L              | 110 CV         | 1980-1983 |
| V6 da 3,79 L              | 105/110/115 CV | 1978-1983 |
| V8 da 4,4 L               | 105/125 CV     | 1979-1981 |
| V8 da 5 L                 | 140 CV         | 1978-1983 |
| V8 da 5,7 L               | 165/170 CV     | 1978-1983 |
| V8 Diesel da 5,7 L        | 105 CV         | 1982-1983 |

## La quinta serie: 1997–2003
Una nuova serie di Malibu venne introdotta nel 1996 per il MY 1997. Era costruita sulla versione allungata del pianale N della General Motors, che condivideva con la Buick Skylark, la Oldsmobile Achieva, la Oldsmobile Alero e la Pontiac Grand Am. Tutte le Malibu vennero prodotte a Oklahoma City ed a Wilmington (dal 1997 al 1999), prima che le attività produttive venissero spostate a Lansing. Lo stabilimento di Oklahoma City venne in seguito riconvertito alla produzione di modelli costruiti sul pianale GMT360, mentre gli impianti di Wilmington vennero riconvertiti nel 1999 per l'assemblaggio della Saturn L-Series. L'Oldsmobile Cutlass prodotta dal 1997 al 1999 era in sostanza una versione in scala ridotta della Malibu. Questa generazione di Cutlass riempì lo spazio lasciato dalla Oldsmobile Cutlass Ciera, prima che furono lanciate la Intrigue e la Alero.
Questa serie di Malibu sostituì la compact Chevrolet Corsica. La Malibu possedeva un motore a quattro cilindri in linea da 2,4 L di cilindrata e 150 CV di potenza, oppure un propulsore V6 da 3,1 L e 155 CV. La Malibu fu nominata "Car of the Year" nel 1997 dalla rivista Motor Trend. La scelta fu però criticata dalla rivista Car and Driver nel 2009, citando il fatto che la Malibu non avesse interni particolarmente ricercati e non fosse particolarmente potente per giustificare il suo prezzo.

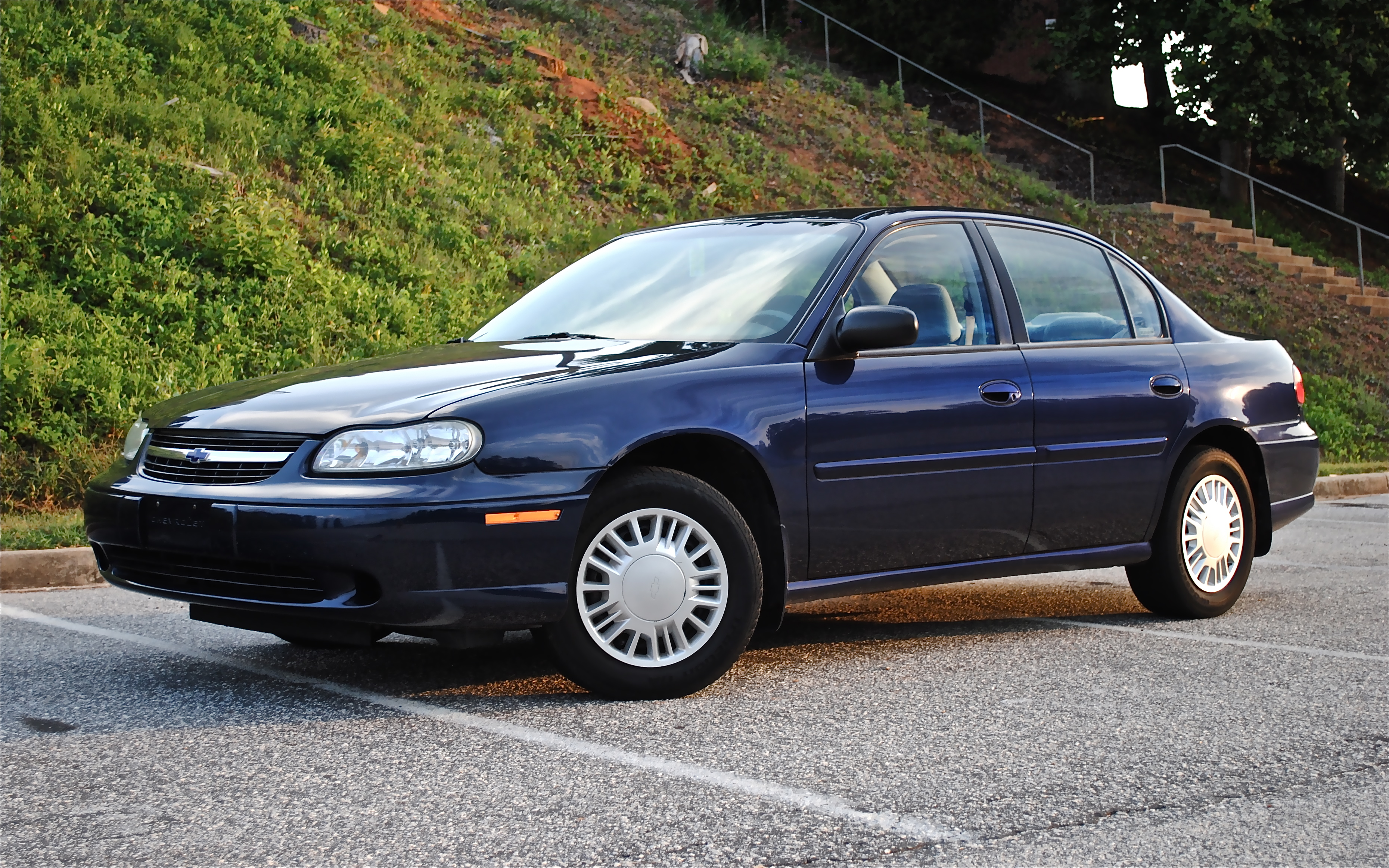
Una Chevrolet Malibu del 2000

Dal 1997 al 1999 le Malibu possedevano una calandra su cui era applicato, al centro, un logo d'argento, mentre dal 2000 al 2003 questo marchio era di colore blu. Nel primo periodo citato le versioni LS avevano invece, in qualche caso, il logo color oro.
Quando la nuova Malibu fu introdotta nel 2004 sul pianale Epsilon, la precedente generazione basata sulla piattaforma N non fu pensionata, ma venne rinominata Chevrolet Classic; essa fu disponibile solo come auto aziendale e come veicolo per compagnie di locazione, e fu in produzione fino al 2005.
Il motore V6 da 3,1 L di cilindrata fu aggiornato nel 2000, ed ora erogava 170 CV di potenza. Il propulsore da 2,4 L a quattro cilindri fu tolto dal mercato l'anno successivo. Comunque, nel 2004, venne introdotto un nuovo motore a quattro cilindri, questa volta però da 2,2 L.
Il modello aveva il motore montato anteriormente e la trazione all’avantreno. Era costruito sul pianale N della General Motors.
Commercializzato con un solo tipo di carrozzeria, berlina quattro porte, il modello poteva montare un solo tipo di cambio, il 4T40-E automatico a quattro rapporti.

### Motorizzazioni
| Anni      | Motore                                         | Potenza | Coppia  |
| --------- | ---------------------------------------------- | ------- | ------- |
| 1997–1999 | GM 60° L8 V6 da 3,1 L                          | 155 CV  | 251 N•m |
| 1999–2003 | GM 60° LG8 V6 da 3,1 L                         | 170 CV  | 258 N•m |
| 1997–2000 | TwinCam LD9 quattro cilindri in linea da 2,4 L | 150 CV  | 210 N•m |
| 2004–2005 | Ecotec L61 quattro cilindri in linea da 2,2 L  | 144 CV  | 210 N•m |

## La sesta serie: 2004–2008

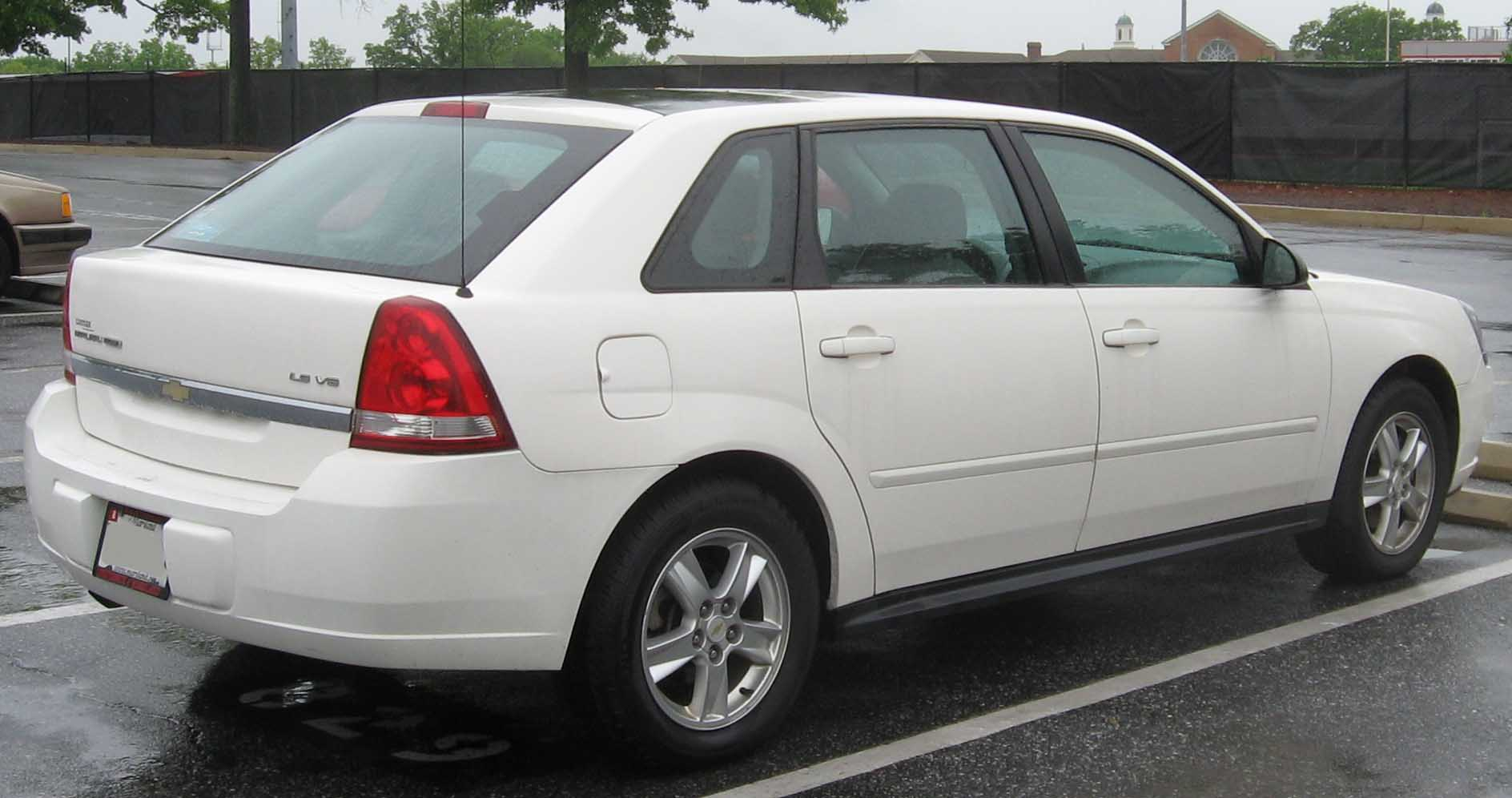
Una Chevrolet Malibu Maxx LS

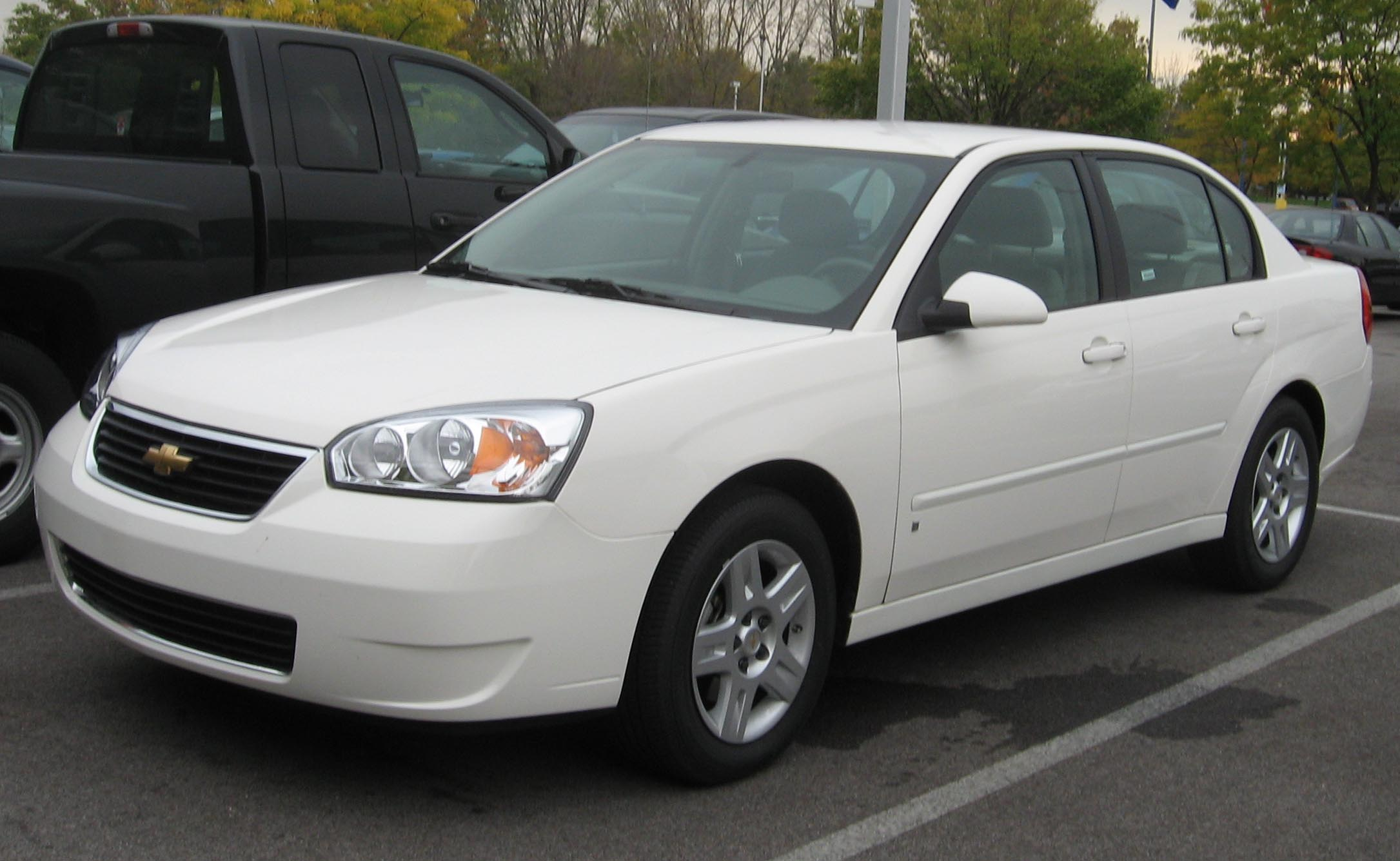
Una Chevrolet Malibu LT berlina del 2007

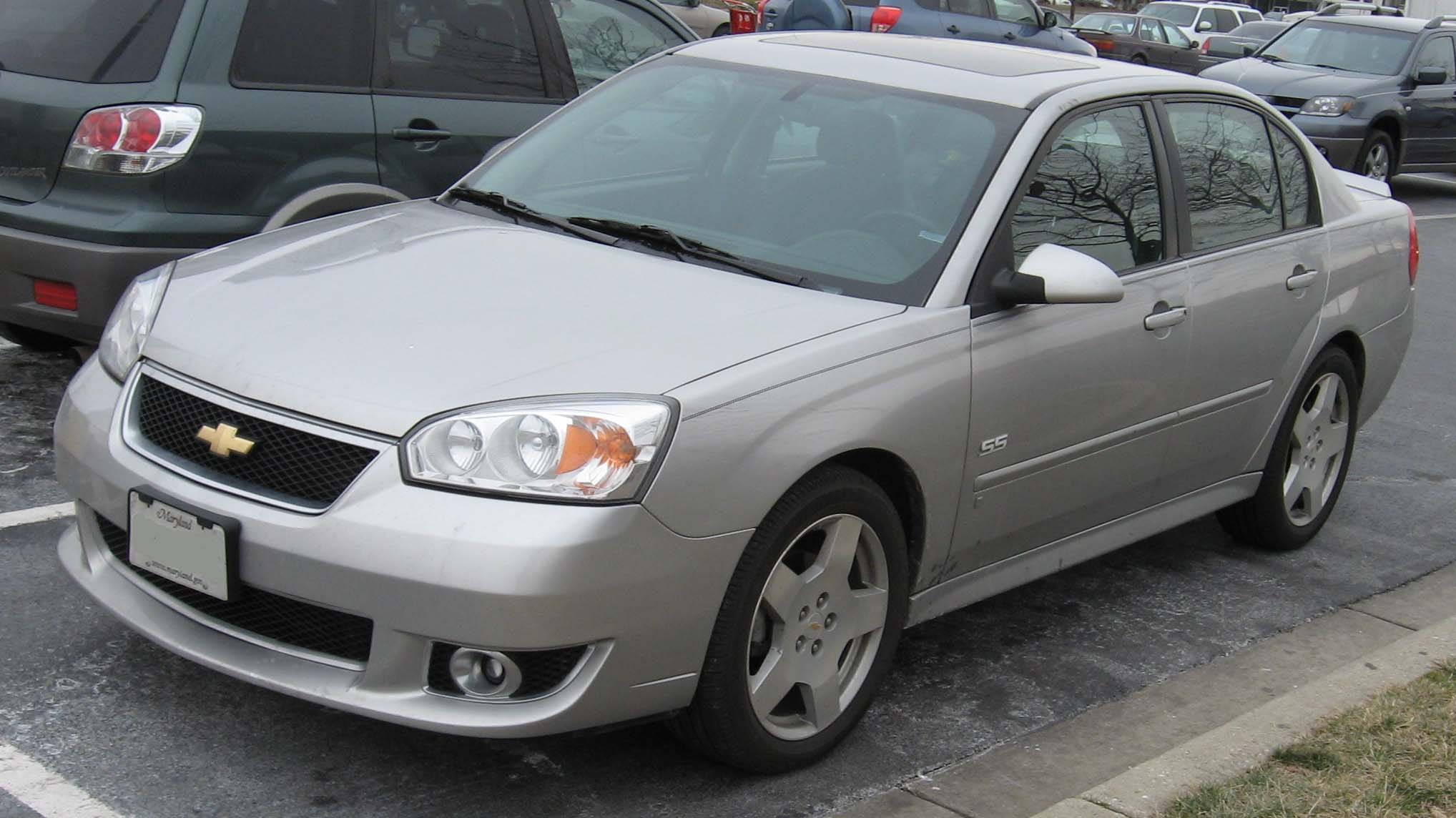
Una Chevrolet Malibu SS

L'11 gennaio 2003 fu presentata al NAIAS di Detroit la nuova serie della Malibu, lanciata sul mercato a fine anno come model year 2004, che ora era basata sul pianale Epsilon della General Motors. Il modello era offerto con due tipi di carrozzeria, berlina quattro porte e familiare cinque porte, che era chiamata Malibu Maxx. La Maxx era pubblicizzata come una "berlina a cinque porte allungata", e come vettura progettata per fornire la praticità, ma non i difetti delle familiari.
Il motore base era l'Ecotec L61 quattro cilindri in linea da 2,2 L di cilindrata che erogava 144 CV di potenza. Gli allestimenti LS e LT erano mossi dall'High Value LX9 V6, mentre la versione berlina e la versione Maxx SS avevano installato l'High Value LZ9 V6 da 3,9 L e 240 CV. Nel 2007, il motore LX9 venne sostituito dal propulsore V6 LZ4 da 3,9 L, che produceva 217 CV. Il motore L61 Ecotec, nello stesso anno, venne aggiornato. Fu anche disponibile un sistema di accensione a distanza.
Questa serie di Malibu debuttò originariamente con un particolare design, che comprendeva una larga calandra orizzontale e una grossa barra cromata che correva per tutta la larghezza dell'auto, avente lo scopo di accomunare il modello ai grandi fuoristrada dello stesso marchio. Comunque, nel 2006 questo particolare design fu aggiornato, e fu introdotto uno stile più convenzionale: la barra fu rimossa e la calandra venne rimpicciolita. In questo modo la vettura assomigliava più ai modelli della serie precedente. Su questa serie di Malibu vennero applicati dei loghi della General Motors vicino alla porte anteriori. Il modello era offerto con un solo tipo di cambio, automatico a quattro rapporti.
La Malibu Maxx fu tolta dal mercato nel 2008. Comunque, le Malibu berlina rimasero in produzione fino all'anno citato solamente per soddisfare gli ordini di auto aziendali. La produzione civile terminò invece l'anno precedente, nel 2007. La General Motors chiamò le Malibu prodotte nel 2008 e destinate ad essere auto aziendali, Malibu Classic.
Il modello aveva il motore montato anteriormente e la trazione all’avantreno. Era costruito sul pianale Epsilon della General Motors negli stabilimenti di Kansas City.
Un allestimento speciale della Malibu, l'SS, fu disponibile dal 2006 al 2007. Aveva installato un motore LZ9 V6 da 3,9 L.

### Motorizzazioni
| Anni | Motore                                        | Potenza | Coppia  |
| ---- | --------------------------------------------- | ------- | ------- |
|      | Ecotec L61 quattro cilindri in linea da 2,2 L | 144 CV  | 210 N•m |
|      | High Value LX9 V6 da 3,5 L                    | 200 CV  | 298 N•m |
|      | High Value LZ4 V6 da 3,5 L                    | 217 CV  | 298 N•m |
|      | High Value LZ9 V6 da 3,9 L                    | 240 CV  | 325 N•m |

## La settima serie: 2008–2012
La Malibu Mk7 è stata esposta il 7 gennaio 2007 al North American International Auto Show a Detroit per il model year 2008. Il nuovo progetto fu voluto da Bryan Nesbitt sotto la direzione del vice presidente del consiglio d'amministrazione della General Motors Robert Lutz, che individuò nella nuova serie del modello, una concorrente delle auto mid-size giapponesi. Il rinnovamento non era solo esteriore, ma comprendeva anche aspetti del design ed ingegneristici. La vettura riscosse successo in pochissimo tempo, tanto da vincere il premio North American Car of the Year 2008.
La settima serie della Malibu è stata costruita su una versione aggiornata a passo lungo del pianale Epsilon, che condivideva con la Saturn Aura, la Opel Signum, e la Pontiac G6. Questa generazione è stata assemblata a Kansas City. Gli interni erano da vettura mid-size, ed erano quindi della stessa categoria di quelli installati sulle Malibu precedenti. Il volume interno disponibile diminuì, ma venne aumentato lo spazio per gambe dei passeggeri anteriori. Invece, quello per le gambe dei passeggeri posteriori diminuì. Il design degli interni fu completamente rivisto, e venne prevista una combinazione di due colori, un volante regolabile in profondità, una qualità superiore dei materiali ed un cruscotto dal disegno a due palpebre.
Tra i motori disponibili erano presenti un quattro cilindri in linea da 2,4 L di cilindrata ed un V6 da 3,6 L. Essi avevano la testata ed il monoblocco d'alluminio, un doppio albero a camme in testa, quattro valvole per cilindro, doppio contralbero di equilibratura e fasatura variabile. Un altro propulsore offerto era il V6 da 3,5 L, che aveva la testata d‘alluminio ed il monoblocco in acciaio, oltre alle valvole in testa. Quest'ultimo motore era però fornito a seguito di una richiesta speciale, ed era indirizzato per un uso su auto aziendali; generalmente non era disponibile per il pubblico e sulle versioni LTZ. Ciò però non valeva per Israele, dove fu l'unico motore disponibile dal 2008 al 2010, accoppiato ad un cambio a quattro rapporti.
Dal model year 2010, vennero eliminati, dalle portiere anteriori, i loghi della General Motors. Su questa serie di Malibu erano disponibili di serie sei airbag: due frontali a doppio stadio, due airbag a tendina laterali, che proteggevano la testa dei passeggeri anteriori e posteriori dagli urti laterali, e due airbag laterali per il torace sistemati nei sedili anteriori. Erano di serie il controllo di trazione, un sistema di monitoraggio della pressione degli pneumatici, freni a disco sulle quattro ruote, l'ABS, le luci diurne ed il controllo elettronico della stabilità.
Il modello aveva il motore montato anteriormente e la trazione all’avantreno. Era costruito sul pianale Epsilon della General Motors negli stabilimenti di Kansas City e di Orion, ed era disponibile solo in versione berlina quattro porte.
I cambi disponibili furono tre, tutti automatici. Due erano a sei rapporti (6T40 e 6T70), mentre uno a quattro (4T45).

## L'ottava serie: 2012–2016
La nuova serie di Malibu è basata sul pianale Epsilon II della General Motors ed ha debuttato per il model year 2013. La nuova Malibu è un modello a diffusione globale, ed ha sostituito in Nordamerica la precedente serie del modello e nel resto del mondo gli altri veicoli della stessa categoria prodotti dalla GM Korea. L'ottava serie della Malibu è stata svelata al pubblico, simultaneamente, al salone dell'automobile di Shanghai e su Facebook, il 18 aprile 2011. In seguito, venne anche presentata anche al salone dell'automobile di New York.
L'ottava serie della Malibu è offerta solo con motore a quattro cilindri in linea e con cambio automatico a sei rapporti. Il modello ha in dotazione anche il sistema elettronico touch screen Chevrolet MyLink.
La versione europea del modello è offerta con il motore Ecotec da 2,4 L di cilindrata, che ha il monoblocco in ghisa e la testata in alluminio.
La serie è assemblata a Kansas City, a Detroit, in Corea del Sud ed in Cina. Il modello ha il motore montato anteriormente e la trazione all’avantreno, ed è disponibile con un solo tipo di carrozzeria, berlina quattro porte.

### Motorizzazioni
| Benzina                                                               | Benzina                         | Benzina                              | Benzina        |
| Tipo                                                                  | Potenza                         | Coppia                               | Anni           |
| --------------------------------------------------------------------- | ------------------------------- | ------------------------------------ | -------------- |
| LUK da 2.384 cm³ di cilindrata, quattro cilindri in linea con eAssist | 182 CV @ 6.200 giri al minuto   | 233 N•m @ 4900 giri al minuto        | 2012-          |
| Ecotec da 2.384 cm³, quattro cilindri in linea                        | 164,9 CV @ 5.800 giri al minuto | 225 N•m @ 4.600 rpm                  | 2012- (Europa) |
| LCV da 2.499 cm³, quattro cilindri in linea                           | 197 CV @ 6.300 giri al minuto   | 259 N•m @ 4.400 giri al minuto       | 2012-          |
| LTG da 1.998 cm³, quattro cilindri in linea, sovralimentato           | 259 CV @ 5.500 giri al minuto   | 353 N•m @ 1.700-5.500 giri al minuto | 2012-          |
| Diesel (solo mercato Europeo, Australiano e Coreano)                  |                                 |                                      |                |
| Tipo                                                                  | Potenza                         | Coppia                               | Anni           |
| VCDi da 1.956 cm³, quattro cilindri in linea, sovralimentato          | 160 CV @ 4.000 giri al minuto   | 350 N•m @ 1.750 giri al minuto       | 2012-          |

#### Chevrolet Malibu Turbo Performance Concept
Presso il SEMA 2012 di Las Vegas, la Chevrolet ha presentato una versione potenziata della Malibu di ultima generazione. Tale versione, denominata Chevrolet Malibu Turbo Performance Concept, presenta numerosi ritocchi aerodinamici che si concretizzano in un kit aerodinamico che comprende uno splitter anteriore pronunciato, delle minigonne e spoiler posteriore. Gli interni sono stati resi più sportivi con l'introduzione di sedili Recaro, mentre meccanicamente è stato installato un propulsore 4 cilindri 2 litri da 259 CV in grado di far accelerare la vettura da 0 a 100 Km/h in 6,3 secondi. La stabilità della vettura è stata affidata alle sospensioni HiPerStrut derivate dalla Opel Insignia e agli pneumatici Pirelli PZero 255/35Z su cerchi da 20".

## La nona serie: 2016–attuale
La nona serie, presentata al salone di New York nel 2015, è più grande ed adottata un design simile alla sorella maggiore Chevrolet Impala. 
La nona serie è più efficiente per quel che concerne il consumo di carburante rispetto alla vecchia, grazie anche al peso ridotto di circa 90 rispetto alla precedente serie. Oltre al già noto motore da 2.0, è stato aggiunto un nuovo 1.5 turbo a benzina mentre non è più offerto il motore V6. Con la nona serie si introduce per la prima volta una versione ibrida (tipo full hybrid) con motore 1.8 a 4 cilindri e due motori elettrici. Quest'ultima versione monta una batteria agli ioni di litio da 1,5 kWh ed è in grado di far viaggiare la vettura fino ad una velocità di 89 km/h in modalità solo elettrica. Le versioni ibride si contraddistinguono da un nuovo logo blu con una H argentata.